# كرايغ بارون
كرايغ بارون (بالإنجليزية: Craig Barron)‏ هو مشرف مؤثرات بصرية وفنان أمريكي، ولد في 6 أبريل 1961 في بيركيلي في الولايات المتحدة.

## وصلات خارجية
- كرايغ بارون على موقع IMDb (الإنجليزية)
- كرايغ بارون على موقع قاعدة بيانات الفيلم (الإنجليزية)